# سيمون لويس
سيمون لويس (بالإنجليزية: Simon Lewis)‏ هو كاتب بريطاني، ولد في 1971 في نيوبورت في المملكة المتحدة.